# Ovactis canariensis
Ovactis canariensis är en korallart som beskrevs av Gravier 1920. Ovactis canariensis ingår i släktet Ovactis och familjen Arachnactidae. Inga underarter finns listade i Catalogue of Life.